# Roberto Hernández (friidrottare)
Roberto Hernández, född 6 mars 1967 i Limonar i provinsen Matanzas, död 5 juli 2021 i Havanna, var en kubansk friidrottare som tävlade i kortdistanslöpning.
Hernández främsta merit är silvret på 400 meter vid inomhus-VM 1987. Utomhus har han flera gånger varit nära medalj. Vid Olympiska sommarspelen 1992 blev han femma och vid Olympiska sommarspelen 1996 blev han fyra. Han blev även fyra tre gånger vid VM, vilket skedde 1987, 1991 och 1999. I regional mästerskap har han två guld på 400 meter från Panamerikanska spelen (åren 1991 och 1995).
Han har även två gånger blivit medaljör som en del av kubanska stafettlag på 4 x 400 meter. Vid Olympiska sommarspelen 1992 blev det silver och vid VM 1987 blev det brons.

## Personliga rekord
- 400 meter - 44,14 från 1990